# 不破消防組合
不破消防組合（ふわしょうぼうくみあい）は、岐阜県不破郡垂井町、関ケ原町によって組織される一部事務組合（消防組合）である。

## 概要
- 消防本部：不破郡垂井町2466番地2
- 管内面積：106.37km2
- 職員定数：55名
- 消防署2カ所
- 主力機械（2015年4月1日現在）[1]
  - 普通消防ポンプ自動車：3
  - 水槽付消防ポンプ自動車：2
  - 梯子付消防ポンプ自動車：1
  - 水槽車：1
  - 救助工作車：1
  - 指揮車：1
  - 器材運搬車：1
  - 防災指導車：1
  - 救急自動車（高規格）：3
  - その他：1

## 沿革
- 1964年4月  関ケ原町常備消防（関ケ原町消防本部）が発足。名神高速道路も担当する。（区間方式）
- 1967年4月  垂井町常備消防（垂井町消防本部）が発足。
- 1968年4月  消防本部を置かなければならない政令指定を垂井町、関ヶ原町がうける。
- 1968年5月  岐阜県知事が組合消防設立許可。垂井町、関ケ原町消防組合を1消防本部2署で発足。消防本部を垂井町に置き、東消防署と併設。垂井町管内を東消防署、関ケ原町管内を西消防署として発足。
- 1976年3月  西消防署庁舎完成に伴い開署式。
- 1976年4月  名神高速道路の管轄が区間方式から上下線方式に変更。
- 1978年4月  消防本部及び東消防署庁舎完成に伴い落成式並びに組合発足。 十周年記念式典開催。
- 1981年12月  林野火災特別区域（西濃）地域の指定を受ける。
- 1983年12月  救急医療情報システム運用開始。
- 1988年5月  消防組合発足二十周年記念式典開催。
- 1989年4月  4週6休制実施。
- 1993年4月  土曜閉庁実施。（4週8休）
- 1994年1月  本部指令装置更新。
- 1995年4月  機構の一部改正により3課1室6係を設置。岐阜県新防災行政無線システム運用開始。岐阜県新救急医療情報システム運用開始。
- 1996年1月  高規格救急車運用開始。
- 1996年10月  消防職員委員会発足。
- 1997年5月  防災ヘリコプター総合訓練実施（朝倉運動公園）
- 1997年10月  管内にて第2回岐阜県緊急消防援助隊訓練開催。
- 1998年7月  消防組合発足三十周年記念式典開催。
- 2000年1月  本部指令室において不破郡管内統一の独居老人緊急通報システムを運用開始。
- 2000年6月  岐阜県行政情報ネットワーク (RENTAI) 接続。
- 2004年4月  三部制勤務実施。
- 2005年5月  本部指令室に岐阜県総合防災情報システム端末装置設置、運用開始。
- 2006年3月  高機能消防指令センター (I型) 運用開始。
- 2007年7月  緊急地震速報端末 (CATV-catfish) 、通信指令室・待機室に設置。
- 2010年5月  携帯電話・IP電話等位置情報通知システムが運用開始。岐阜県総合防災情報システムの運用停止。

## 組織
- 消防本部 - 総務課、予防課、警防課、指令課
- 消防署

## 消防署
| 消防署   | 住所                              | 管轄     |
| -------- | --------------------------------- | -------- |
| 東消防署 | 不破郡垂井町2466番地2             | 垂井町   |
| 西消防署 | 不破郡関ケ原町大字関ケ原2566番地1 | 関ケ原町 |